# دریاچه گلیسیر (آلبرتا)
دریاچه گلیسیر (به انگلیسی: Glacier Lake) یک دریاچه در کانادا است که در آلبرتا واقع شده‌است.